# Leptenicodes quadrilineatus
Leptenicodes quadrilineatus är en skalbaggsart som beskrevs av Stefan von Breuning 1953. Leptenicodes quadrilineatus ingår i släktet Leptenicodes och familjen långhorningar. Inga underarter finns listade i Catalogue of Life.